# Meneer Aardappelhoofd

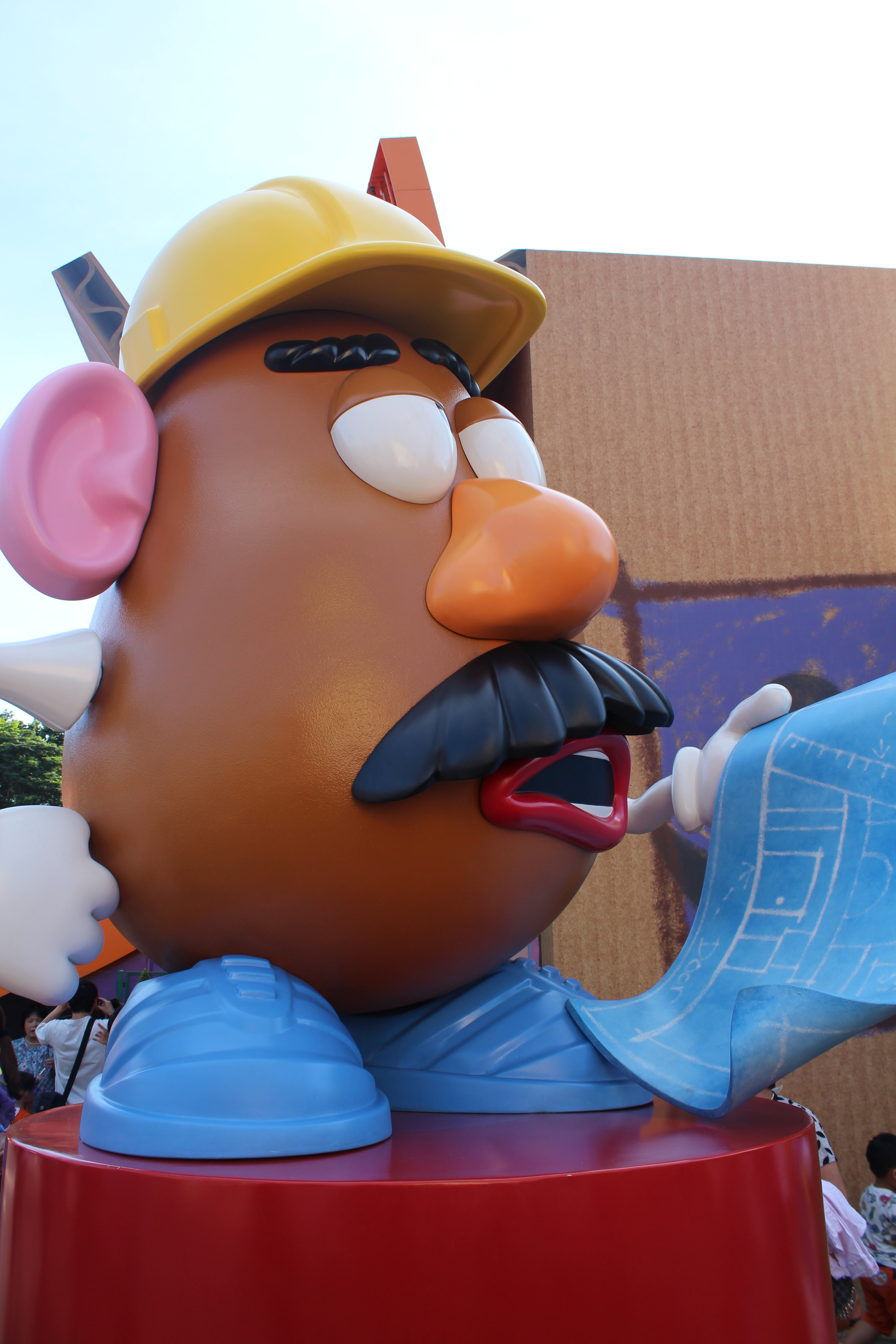

Meneer Aardappelhoofd (Engels: Mr. Potato Head) is speelgoed uit de Verenigde Staten bestaande uit een plastic model van een aardappel dat kan worden versierd met een verscheidenheid aan plastic onderdelen met prikkers die aan het hoofdgedeelte kunnen worden bevestigd. Deze delen omvatten onder meer oren, ogen, schoenen, een hoed, een neus en een mond.
Het speelgoed is ontworpen door George Lerner in 1949, en voor het eerst geproduceerd en gedistribueerd door Hasbro in 1952. Mr. Potato Head was het eerste speelgoed dat in de Verenigde Staten op televisie werd geadverteerd en is sinds het debuut in 1952 tot heden in productie gebleven.
Het speelgoed werd oorspronkelijk geproduceerd als afzonderlijke plastic onderdelen met prikkers die in een echte aardappel of andere groente konden worden gestoken. Vanwege klachten over rottende groenten en nieuwe veiligheidsvoorschriften van de Amerikaanse overheid, begon Hasbro echter met het opnemen van een plastic aardappellichaam in de speelgoedset in 1964.

## Toy Story
Meneer Aardappelhoofd werd ook een personage van Pixar Animation Studios en Walt Disney Pictures die als speelgoed van Andy, en later ook als echtgenoot van Mevrouw Aardappelhoofd, een rol speelt in de Toy Story langspeelfilms, televisieseries en computerspellen en alles wat bij de mediafranchise werd gecreëerd.
Het was Don Rickles die als stemacteur in alle films van de reeks Mr. Potato Head zoals hij in de oorspronkelijke Engelstalige versies genoemd wordt, tot leven bracht. In de Nederlandstalige nasynchronisaties werd de stem voor de Nederlandse markt ingesproken door Ronald Van Rillaer en voor de Vlaamse markt door Hubert Damen.

## Computerspellen
In 1997 verscheen het computerspel "Mr. Potato Head's Activity Pack" uitgebracht door Hasbro Interactive en gericht op jonge kinderen.
Mr. Potato Head is ook als personage verschenen in alle afleveringen van de populaire computerspelserie Hasbro Family Game Night. Hij kwam ook voor in verschillende computerspellen gebaseerd op Toy Story.